# Aristotele e i veleni di Atene
Aristotele e i veleni di Atene (Poison in Athens) è un romanzo storico giallo scritto da Margaret Doody nel 2004; è il sesto libro della serie narrativa Aristotele detective,
Il libro è stato tradotto in francese, polacco e russo, oltre che in italiano.

## Trama
La vicenda si svolge in un'Atene in decadenza che ha perso il suo predominio politico ed è dilaniata da lotte interne ed è raccontata in prima persona da Stefanos, un amico di Aristotele. Avviene che Ergocle citi in processo davanti al tribunale dell'Areopago Ortobulos per ferimento premeditato a causa di un litigio per il possesso di una schiava siciliana: Marulla. Grazie ai consigli di Aristotele Ortobulos riesce a uscirne innocente. Anni dopo, Stefanos, reduce dalle guerre di Alessandro Magno si reca a un bordello in città e lì trova il cadavere di Ortobulos, avvelenato dalla cicuta. Crito, figlio di Ortobulos, accusa Ermia, la seconda moglie di suo padre e viene accreditato da una larga fascia di cittadini. Aristotele capisce che il processo può avere risvolti politici perché gli accusatori sono una cerchia di aristocratici anti-macedoni e decide di iniziare ad indagare per proprio conto. Intanto la situazione peggiora: Stefanos partecipa a un festino nel quale Frine, considerata la donna più bella di Atene, osa inscenare una parodia dei Misteri Eleusini e viene accusata di empietà da un altro gruppo di aristocratici e intanto scompare Cleofonte, il figlio minore di Ortobulos, che si era opposto al fratello alla prima udienza del processo contro Ermia. Inoltre Stefanos deve nascondere il fatto di essere stato al festino di Frine da un gruppo di investigatori pagati da Crito e guidati da un tale Teramene. Aristotele e Stefanos si trovano così invischiati in due casi carichi di odi e disprezzi che rischiano di mettere in pericolo la stabilità precaria della potenza greca.

## Edizioni in italiano
- Margaret Anne Doody, Aristotele e i veleni di Atene, traduzione di Rosalia Coci,  Sellerio, Palermo 2004
- Margaret Anne Doody, Aristotele e i veleni di Atene, La Biblioteca di Repubblica-L'Espresso, Roma 2013